# オール・オア・ナッシング
オール・オア・ナッシング（原題：All or Nothing）は、Prime Videoプラットフォームで配信されているスポーツドキュメンタリーシリーズ。
アマゾン・スタジオが制作しており、NFLやプレミアリーグなど、さまざまなスポーツリーグのプロスポーツフランチャイズを各シーズンごとに取材している。2016年にシーズン1としてNFLのアリゾナ・カージナルスを取材対象にして登場したこのシリーズは、潜入取材を行い、チームの運営、練習、試合の様子を撮影している。

## シーズン

### アメリカン・フットボール

#### ナショナル・フットボール・リーグ[1]
- シーズン1（取材対象：アリゾナ・カージナルス, 2016年）
- シーズン2（ロサンゼルス・ラムズ, 2017年）
- シーズン3（ダラス・カウボーイズ, 2018年）
- シーズン4（カロライナ・パンサーズ, 2019年）
- シーズン5（フィラデルフィア・イーグルス, 2020年）

#### カレッジ・フットボール
- オール・オア・ナッシング ～ミシガン・ウルヴァリンズの試練～（ミシガン・ウルヴァリンズ, 2018年）[2]

### サッカー

#### クラブチーム
- オール・オア・ナッシング ～マンチェスター・シティの進化～（マンチェスター・シティFC, 2018年）[3]
- オール・オア・ナッシング ～トッテナム・ホットスパーの再興～（トッテナム・ホットスパーFC, 2020年）[4]
- オール・オア・ナッシング ～ユヴェントスの変革～（ユヴェントスFC, 2021年）
- オール・オア・ナッシング ～アーセナルの再起～

(アーセナルFC,2022年)

#### ナショナルチーム
- オール・オア・ナッシング ～サッカー ブラジル代表の復活～（サッカーブラジル代表, 2020年）[5]

### ラグビー
- オール・オア・ナッシング～ニュージーランド オールブラックスの変革（ラグビーニュージーランド代表, 2020年）[6]

### アイスホッケー
- オール･オア･ナッシング ～トロント･メープルリーフスの素顔～（トロント･メープルリーフス, 2021年）